# Argentina (planta)
Argentina es un género de plantas perteneciente a la familia Rosaceae. Este género no está totalmente consolidado e incluye al menos tres especies previamente clasificadas en Potentilla sect. Leptostylae. Al menos 23-25 especies están incluidas tradicionalmente en Potentilla sect. Leptostylae ,sin embargo, aún no han sido formalmente transferidas a Argentina.

## Especies
- Argentina anserina Rydb. (sinónimo Potentilla anserina)
- Argentina anserinoides (Raoul) Holub(sin. Potentilla anserinoides)
- Argentina egedii (Wormsk.) Rydb.(sin. Potentilla egedii, P. anserina subsp. egedii, Argentina anserina subsp. egedii)